# São Vicente de Aljubarrota
São Vicente de Aljubarrota est une freguesia portugaise située dans le District de Leiria.
Avec une superficie de 21,43 km2 et une population de 2 267 habitants (2001), la paroisse possède une densité de 105,8 hab/km2.